# Хаузнер, Альфреда
Альфреда Хаузнер (нем. Alfreda Hausner; род. 27 декабря 1927, Вольфсберг) — австрийская шахматистка, победительница чемпионата Австрии по шахматам среди женщин (1953, 1976).

## Шахматная карьера
Альфреда Хаузнер родилась в Каринтии, но в 1938 году её родители переехали в Вену, где она и прожила всю жизнь. Серьёзно начал играть в шахматы после окончания Второй мировой войны. Дважды выигрывала чемпионат Австрии по шахматам среди женщин (1953, 1976) и участвовал во многих международных шахматных турнирах. Член Венского шахматного клуба «Sz Favoriten Wien».
Альфреда Хаузнер играла за Австрию в восьми шахматных олимпиадах среди женщин (1957, 1966, 1972-1976, 1980-1984) и выиграла индивидуальную бронзовую медаль на запасной доске на 6-й женской шахматной олимпиаде в 1974 году.
Успешно участвовала в шахматных турнирах среди ветеранов. В 1987 году в Бад-Вёрисхофене Альфреда Хаузнер выиграла бронзовую медаль на чемпионате мира по шахматам среди ветеранов в возрастной группе за 60 лет среди женщин.